# Sumo sacerdote de Heliópolis
| wr | mA |

| wr | mA |

| wr · r | mA | Z3 |

| wr · r | mA | Z3 |

El sumo sacerdote de Heliópolis fue uno de los sacerdotes de más rango y más importantes del Antiguo Egipto. Fue sobre todo en el Imperio Nuevo cuando, junto al sumo sacerdote de Amón en Tebas y al sumo sacerdote de Ptah en Menfis, representaban la más alta jerarquía de dominio divino del Doble País. 
Su título más importante en la ciudad sagrada de Heliópolis fue el de ur-mau (wr-mꜢw), "el más grande de los videntes", que era también el utilizado por los sumos sacerdotes de las divinidades solares en general.
En Iunu, la "ciudad del sol", Heliópolis, se veneraba a Atum y a Ra, cuyo sacerdote era el ur-mau. Este título está atestiguado desde el Imperio Antiguo, pero no está claro si ya servía para designar el cargo de sumo sacerdote. La lectura exacta y la traducción del título es controvertido entre los expertos. Se ha sugerido que el título inicialmente fuese maau-ur (mꜢꜢw-wr) o maa-ur (mꜢꜢ-wr), "el que puede ver al más grande" y que puede encontrase en la dinastía III en altos funcionarios en el entorno real más cercano que tenía una estrecha relación con el festival Sed.
Durante el Imperio Antiguo fue probablemente el título que tenían los jefes de expediciones que también tenían una función sacerdotal, sin llegar a alcanzar la importancia del título que tendría en épocas posteriores. Así, expediciones hacia el Sinaí y a Gebel el-Ahmar comenzaron en Heliópolis con este título. No sería hasta la V Dinastía cuando el título lo llevaba un sacerdote puro.
Durante el Imperio Nuevo el título ur-mau está testificado en otros lugares, por lo que el sumo sacerdote en Heliópolis, para resaltar su importancia y distinguirse de los otros sacerdotes, llevaba a menudo el título de ur-mau-em-Iunu ("el grande que mira en Heliópolis). Durante este tiempo, el cargo era frecuentemente ocupado por los hijos del rey.

## Arqueología

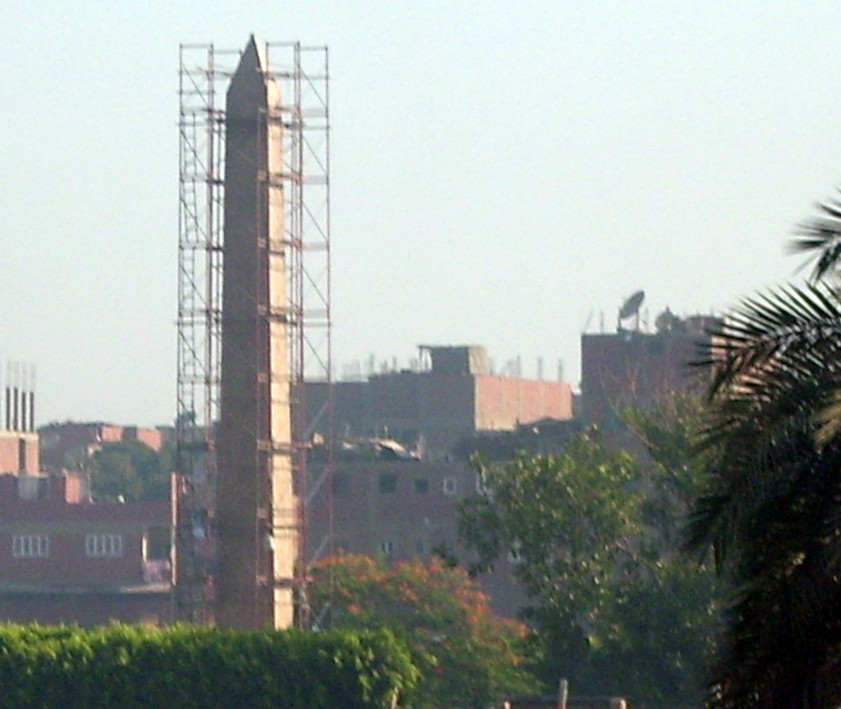
Obelisco de Sesostris I en Masalla en el templo de Ra-Atum en Matariya.

En el área de Al-Masalla del distrito de Matariya, el sitio de Heliópolis contiene las tumbas subterráneas de los sumos sacerdotes de Ra de la VI Dinastía (2345 a. C.-2181 a. C.), que se encontraron en la esquina sureste del yacimiento arqueológico del gran templo de Ra-Atum. El antiguo obelisco de Masalla en Matariya es el único elemento superviviente del templo de Ra-Atum, construido por el faraón Sesostris I de la dinastía XII.